# 司葉子
司 葉子（つかさ ようこ、1934年〈昭和9年〉8月20日 - ）は、日本の女優。日本大正村第2代村長。東京福祉大学特任教授。本名は相澤 葉子（）。旧姓は庄司。東宝芸能所属。
夫は、弁護士で元自由民主党衆議院議員の相澤英之。三男・相澤宏光の妻は歌手・タレントの相田翔子。実業家・政治家の庄司廉は伯父にあたる。

## 経歴
鳥取県西伯郡渡村に庄司繁二郎の三女として生まれたが、6歳の頃に父を亡くした。鳥取県立境高等学校を経て共立女子短大卒業。
1954年4月、大阪の新日本放送（現・MBSメディアホールディングス）に入社し、社長秘書を務める。共立女子短大に在学中、ハリウッドビューティサロンを利用。ちょうど美容家のメイ牛山が雑誌モデルを探しており、同年『家庭よみうり』の表紙を飾ったのがきっかけでスカウトされ東宝と契約。映画『君死に給うことなかれ』でデビュー。
「『清く正しく美しく』を社是とする東宝の健全なお嬢さんイメージを代表する一人」とされ、看板女優として活躍。目鼻立ちがはっきりしており優雅なムードを醸し出す司は戦後の映画界に新しい風を吹き込んだ。
1966年の映画『紀ノ川』（原作：有吉佐和子）では第40回キネマ旬報賞主演女優賞・第9回ブルーリボン賞主演女優賞・第22回毎日映画コンクール主演女優賞・日本映画記者会賞最優秀女優賞など数々の賞を受賞し、その年の7つの演技賞を独占した。
1969年に当時大蔵官僚だった相澤英之と結婚。相澤が第34回衆議院議員総選挙に司の出身地である旧鳥取全県区から立候補した際には、婦人講演会や個人演説会まわりに参加して相澤の選挙戦を支えた。それに関連してか、衆院選前年の1975年に一時活動休止を表明している。
1999年に日本大正村の村長に就任。2003年、紫綬褒章を受章。2009年に相澤が学長を務める東京福祉大学の特任教授に就任。2010年秋、旭日小綬章を受章。

## ギャラリー

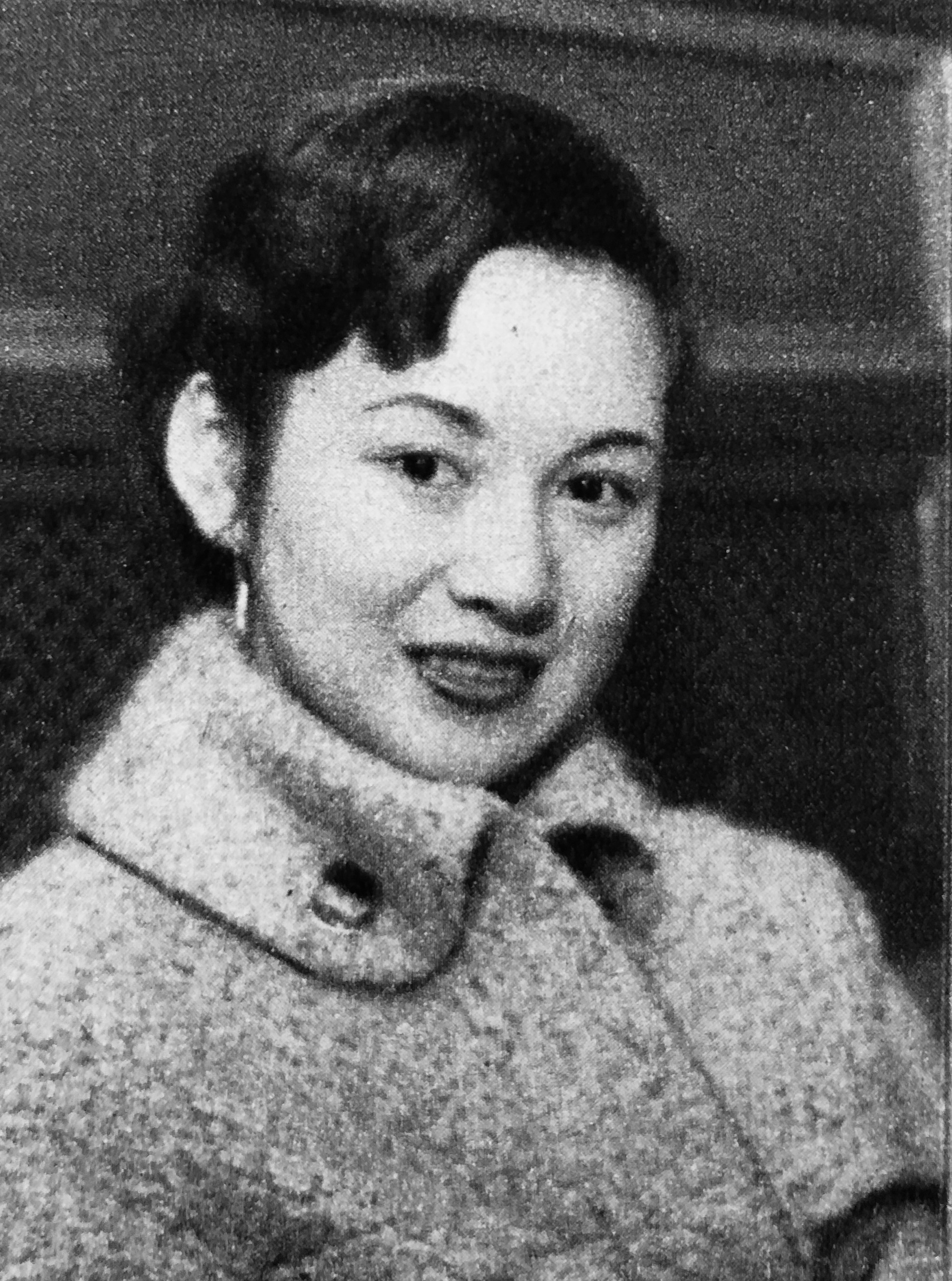
1955年
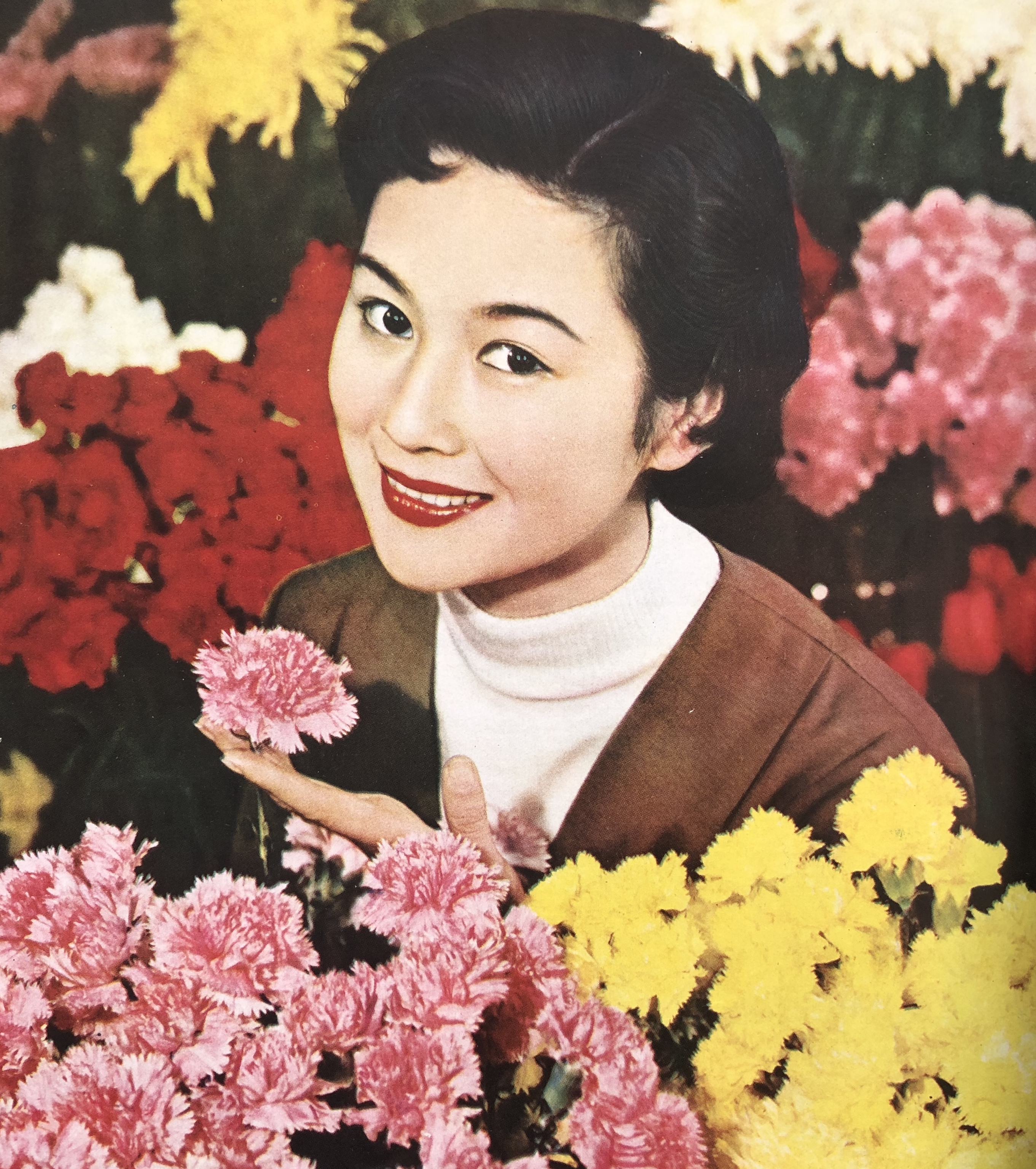
1955年
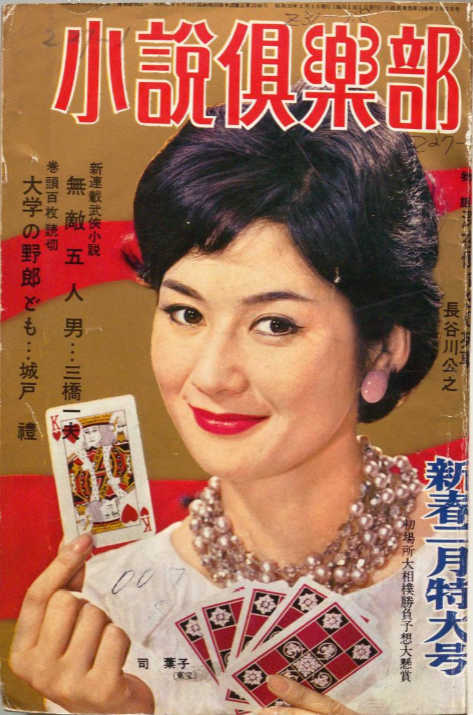
『小説倶楽部』1960年新春2月特大号の表紙

## 人物

### 人柄・性格
1963年（昭和38年）朝日新聞社刊行の『新・人国記4』137-138頁によると、
「境港市を“小神戸”と呼ぶ表現がある。中海側へまわって神戸でいえば須磨にあたるところに渡の集落。東宝のトップ女優司葉子の出身地。美人。細身の、ソソ（ママ、楚楚）たるタイプ。地元では代表的女性とあって、名産二十世紀ナシの宣伝ポスターにいつも登場する。後醍醐天皇の時代に、祖先が“密使”を勤めたとの伝説を持つ家。六歳のとき生糸問屋の父が亡くなって母の手で育った。境高校から東京の共立女子大に学んでいたとき、週刊誌の表紙になり、その縁で、大阪の民放に勤務中、東宝へスカウトされた。清純派で売出されて、“秋日和”など出演作品70本。ツンとしたところがないので、スタジオではいまも“葉子チャン”と愛称されている。」と紹介されている。

### 芸能界入りについて
芸能界入りを決意しようとした葉子に対し、家族は大反対だった。

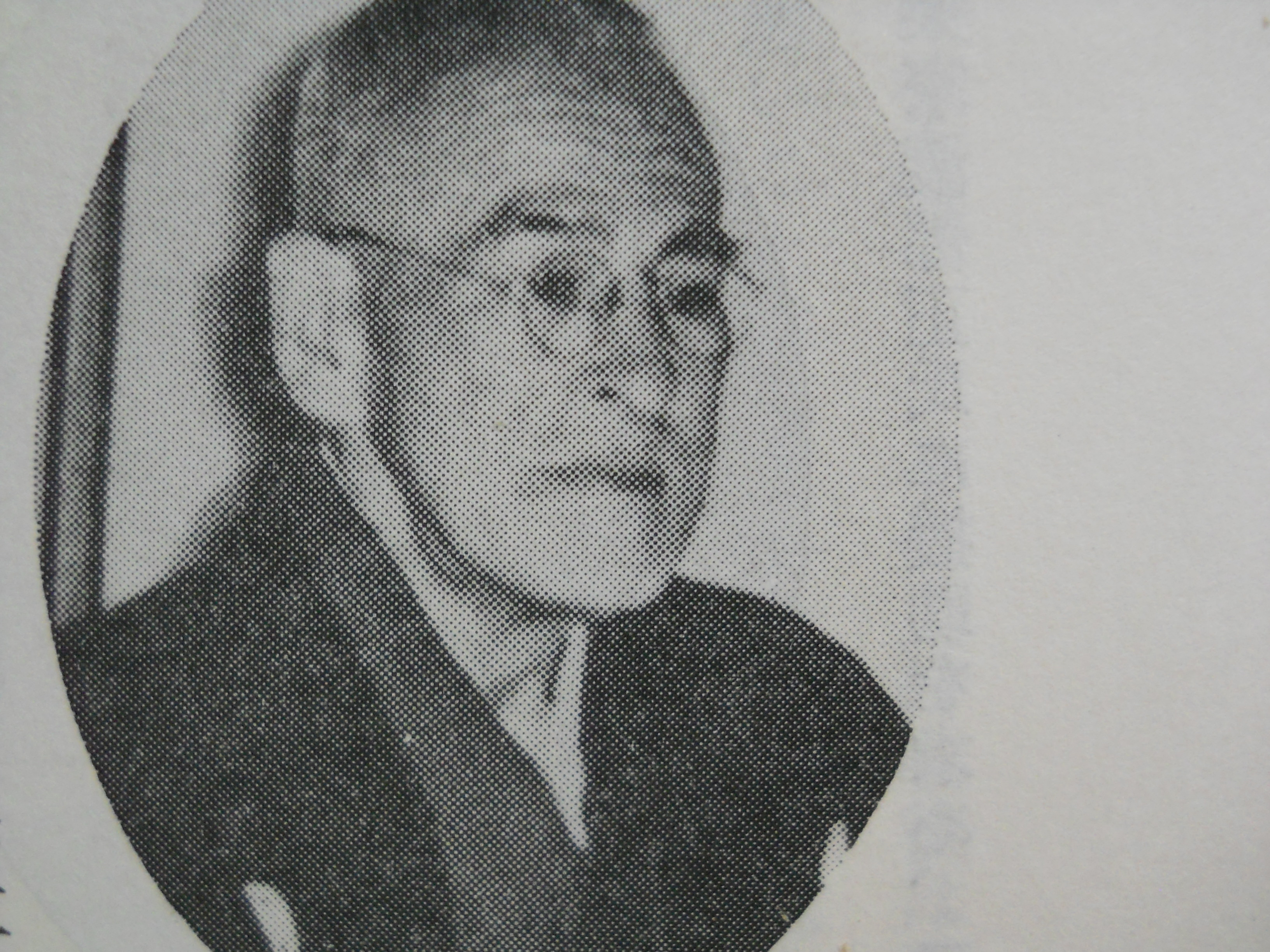
伯父・庄司廉

安田光昭（元鳥取県議会議員、米子市教育長）の著書『「あの人この人」私の交友録』206頁によると、
「葉子ちゃんの生家は渡村の大庄屋、庄司家の分家さんであるが、本家の大殿様はまこと古武士の風格を持った方で、池部良氏のスカウトにこたえ、芸能界入りを決意しようとした葉子ちゃんと分家ご一統に対し“庄司の一門から河原こじきを出したとあってはご先祖様に顔向けがならん。あえてこれを行おうというのなら、未来永劫縁を断つ”天上からの声が下った。池部良氏はこの声を、何とかしてくれというのである。本家庄司の大旦那さんは、庄司廉さんとおっしゃって、県の教育委員も何期かやられ、現在米子博愛病院の理事長である庄司保親さんのご尊父である。まことに格式高い、東郷元帥そっくりの風貌を備えた方だった。」という。

### 女優として
『君死に給うことなかれ』（1954年）で映画デビュー。この作品は病気降板した有馬稲子の代役であり、映画は一本しか出演しないと決めていたが、池部の強い説得により正式に映画女優の道を歩むこととなった。「君は色気がないから、庄司葉子の庄の字をとって司葉子にしなさい」と勧めて芸名を作ったのも池部である。
1959年（昭和34年）3月2日から6日まで開催された「ベルリン日本映画芸術の日」と3月6日から11日まで開催された「ミュンヘン日本映画見本市」に出席のため、同3月1日、池広利夫（大映営業渉外部長）、山梨稔（新東宝専務）や芦川いづみ（日活）、大川恵子（東映）、大空眞弓（新東宝）、小山明子（松竹）、若尾文子（大映）ら他の映画会社各社代表女優たちと共に東宝代表女優としてドイツへ出発。同3月1日、ベルリン着。ベルリンでの宿泊先はヒルトン・ベルリン。3月3日、記者会見。3月4日、CCCスタジオ（CCC studio）訪問。3月5日、ベルリンを出発しミュンヘンに到着。ミュンヘンでの宿泊先はケンピンスキー・ホテル・フィア・ヤーレスツァイテン（Hotel Vier Jahreszeiten）。3月7日、記者会見。3月9日、女優たちのサイン会が開かれた。3月10日、バヴァリア・スタジオ（Bavaria Film）見学。同4月2日、約1ヶ月ぶりに日本に帰ってきた。当時はまだ海外渡航自由化の前で、大変貴重なヨーロッパ訪問となった。

### 交流関係

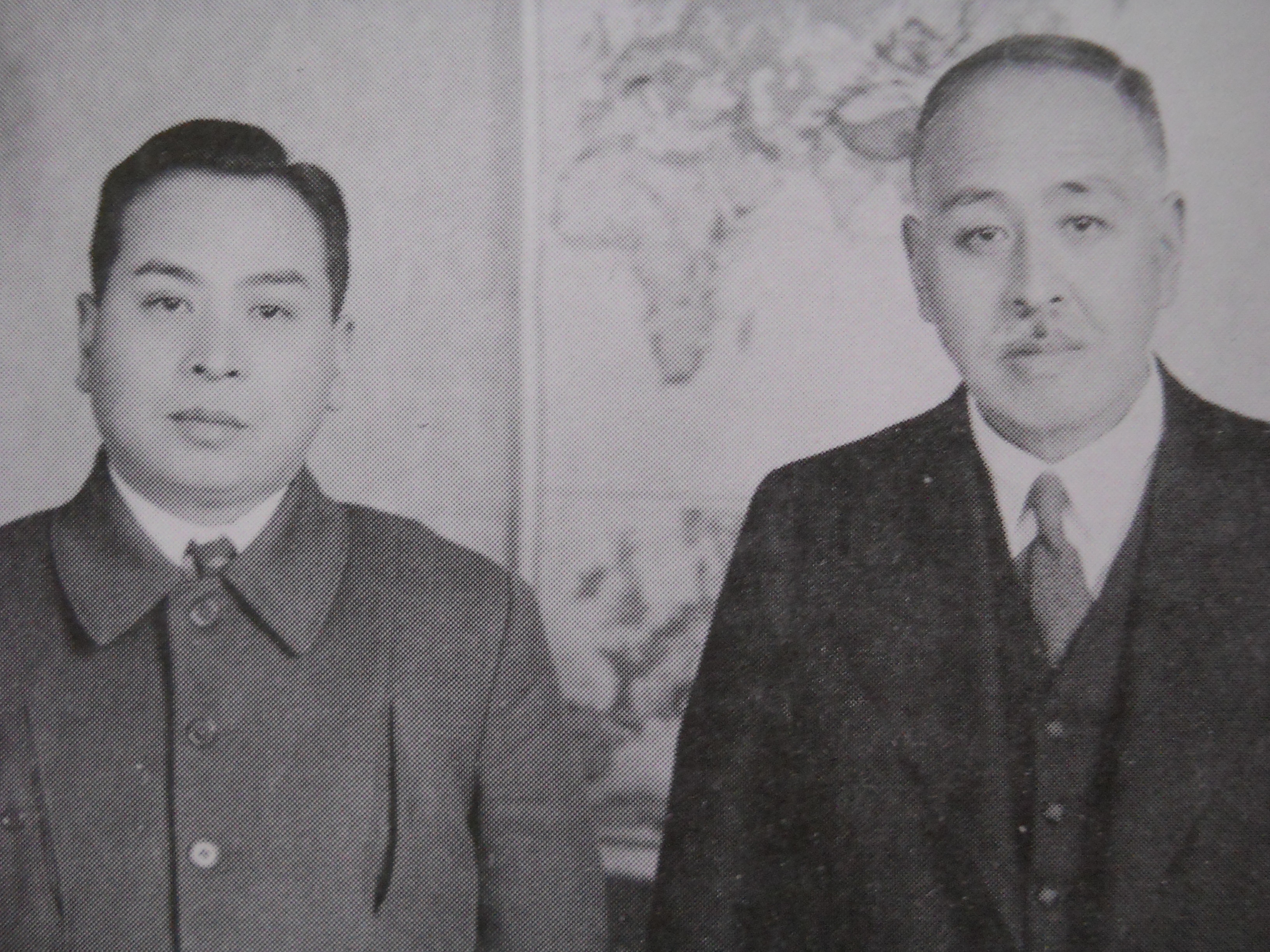
23代目・田部長右衛門（左）と22代目・田部長右衛門（右）
（昭和17（1942年）

奥出雲の山林大地主田部家の当主田部長右衛門 (23代)は若い頃、葉子の父・繁二郎に良いことも悪いこと（遊ぶこと）もしょっちゅう連れ歩いてもらって教わったこともあり、葉子の姉妹揃って大いに可愛がったという。また、田部は葉子の結婚式に親代わりとして出席している（『田部長右衛門（朋之）先生追悼録』）。
美容家のメイ牛山とは、デビュー前から半世紀以上も親交があった。また、原節子とは原が引退してから亡くなるまで交流があった。

### その他のエピソード
- 恵那峡などで撮影が行われた映画『青い山脈』の縁で、高峰三枝子の後任として1999年に岐阜県恵那市にある日本大正村の二代目村長に就任し、2015年まで務めた（後任は竹下景子）[5]。退任後は恵那市観光協会の「花の特命大使」に就任している[5]。
- 橋本龍太郎が総理大臣だった1997年の暮れに、三船敏郎が亡くなったので国民栄誉賞を没後授与するように直訴している。戦後復興期に、三船が主演した『羅生門』が世界的に評価され、日本映画を広く知らしめることになったなどの理由による。だが結果としてスキャンダル対応中の橋本から、愛人がいた三船さんに賞をあげるとまた僕がスキャンダルを書かれると言われ、たち消えとなった。ちなみに司は女優として黒澤明監督作品で、三船敏郎との共演が8回と2番目に多い[15]。
- 1934年生まれであるが、昭和九年会には参加していない。

## 家族・親族

### 庄司家
（鳥取県境港市渡町・【市】１．庄司家母屋・茶座敷及び庭園）
- 父・繁二郎、母・いちの
繁二郎について司葉子によると「とってもおしゃれな人で銀座なんか歩くとみんな振り返ったらしいけども、しゃべるとズーズー弁で“ダメだった”」という[8]。司が6歳の頃父が亡くなる[8]。
- 姉
節子（武田輝雄の妻）
昭子（大阪府士族・皿井立三郎（皿井耳鼻咽喉科医院長）の五男で耳鼻科医・皿井五郎の妻）[16]

### 相澤家
（神奈川県横浜市、東京都）
- 夫・英之（官僚、政治家、弁護士）
- 息子・宏光（医師・元JR東京総合病院麻酔科副医長）
  - 同妻・相田翔子（歌手・タレント）
司は2人の結婚を新聞で知った[17]。雑誌の対談の中で司は「実はそうなのよ、結婚したい人がいるとはなんとなく聞いていたけれど、びっくりしたわよ[17]」、「こんなふうだと変だと思われるかもしれないけど、ウチは放任主義というか、決断は本人任せなんです[17]。最初は主人が反対だったんですけど、自分の意思を貫きましたしね[17]。自分の意思で決めるのだろうと思ってました[17]。」と述べている。宏光と相田翔子は軽井沢で開かれたデザイナーの先生のパーティーではじめて会った[17]。

### 親戚
- 相澤英之と先妻の子
  - 相澤英孝（学者・一橋大学教授） - 長男

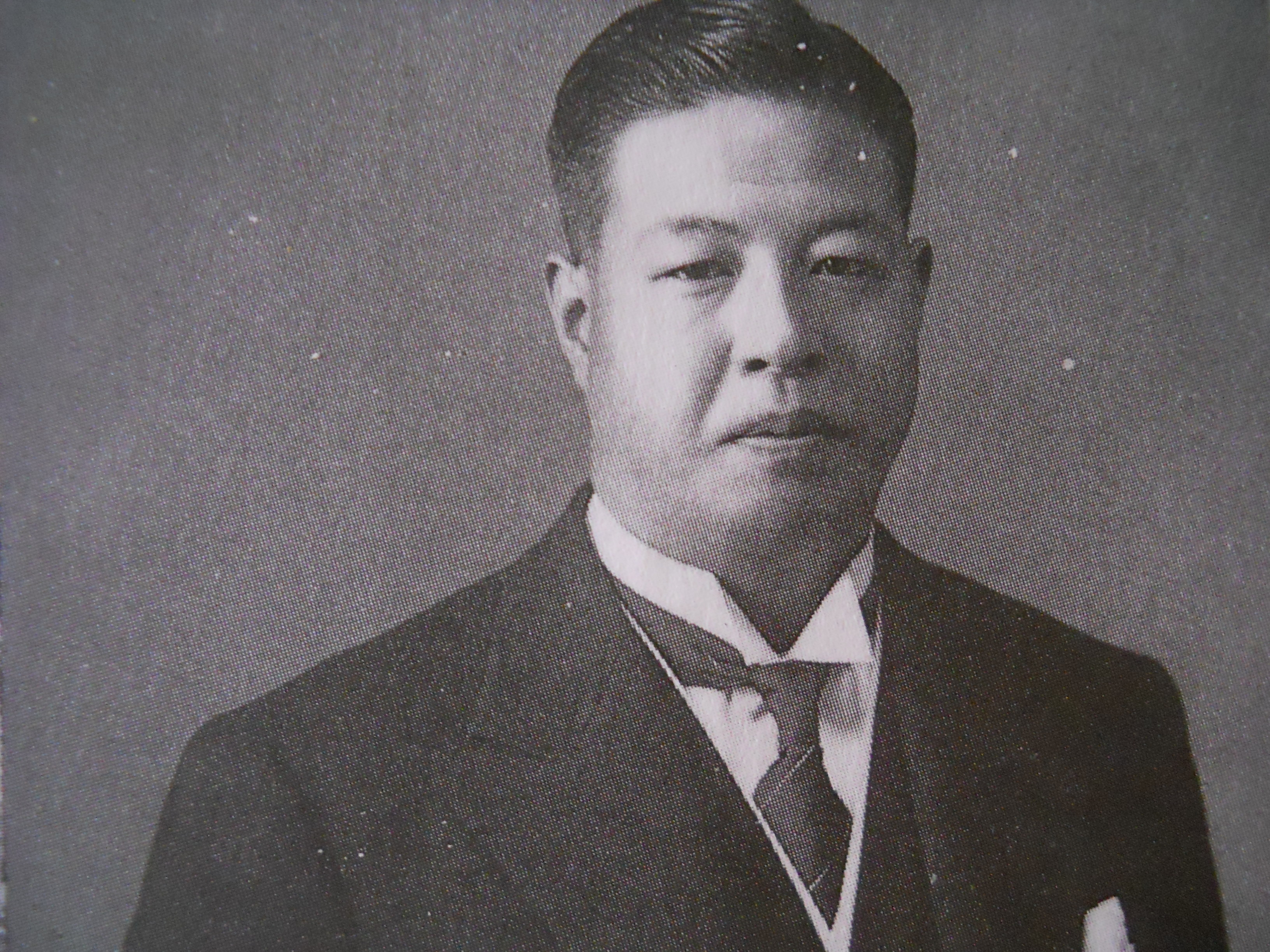
2代目坂口平兵衛

  - 中島周（実業家・キユーピー常務取締役） - 二男
- 伯父・庄司廉（実業家、政治家、鳥取県多額納税者[18]、農業・養蚕業、大地主[19]）- 「本庄司家」当主
- いとこ
  - 庄司保親（実業家） - 「本庄司家」当主
  - 礼子（官僚若槻克彦の妻）
  - 芙佐子（俳優若林豪の妻）
- その他の親戚
  - 田部長右衛門（実業家、政治家・元島根県知事） - 奥出雲の山林大地主田部家当主
  - 2代目坂口平兵衛（実業家、政治家） - 坂口財閥当主
  - 三好英之（実業家、政治家）
  - 宇山厚（外交官）
  - 木佐徳之助（実業家、政治家）
  - 木村小左衛門（実業家、政治家）

など

## 出演作品

### 映画
- 君死に給うことなかれ（1954年）
- 天下泰平（1955年）
- おえんさん（1955年）
- 夫婦善哉（監督：豊田四郎、1955年）

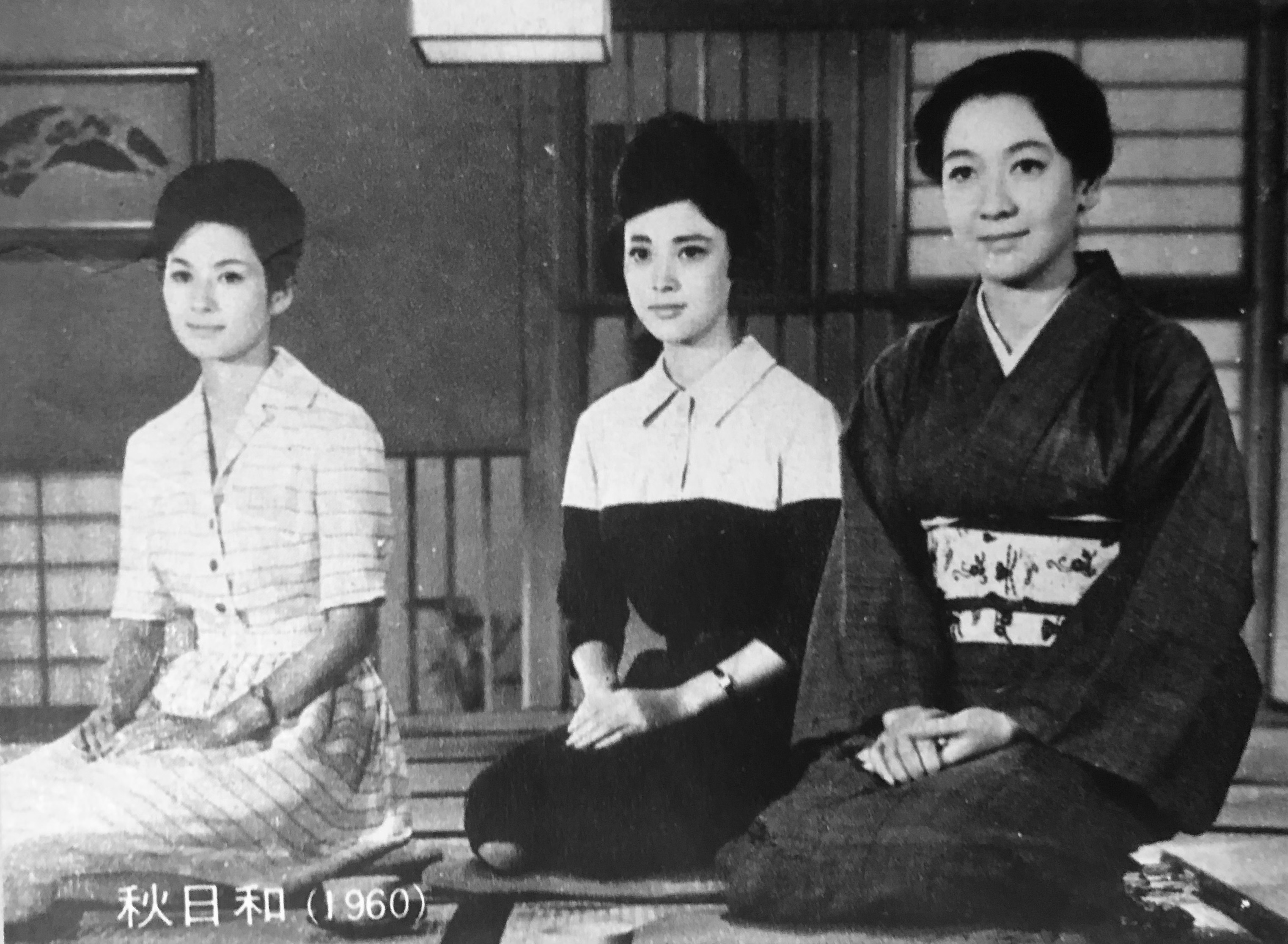
『秋日和』（1960年）

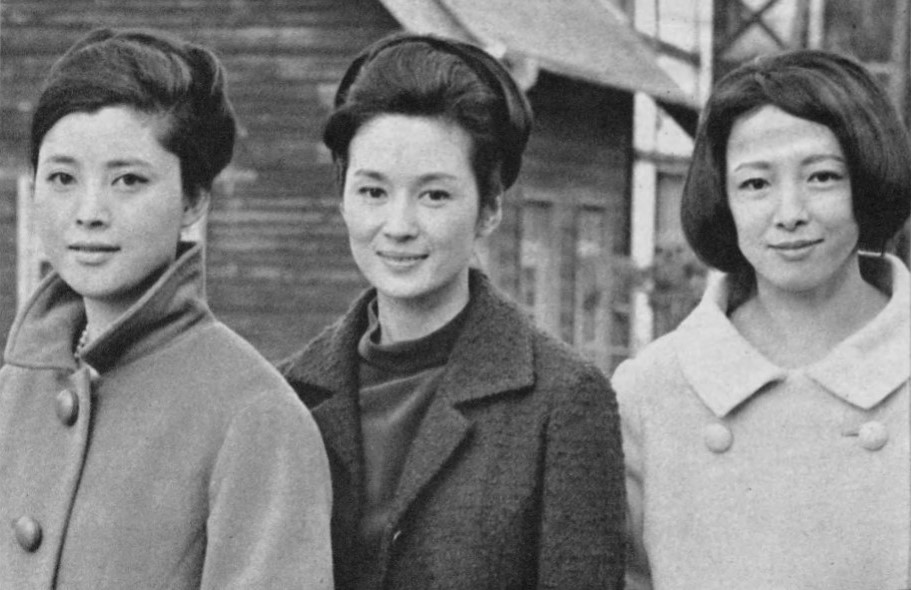
『大根と人参』（1965年）

- くちづけ（【第二話　霧の中の少女】 監督：鈴木英夫、1955年）
- 社長シリーズ
  - へそくり社長（1956年）
  - 続へそくり社長（1956年）
  - はりきり社長（1956年）
  - 社長三代記（1958年）
  - 続・社長三代記（1958年）
  - サラリーマン忠臣蔵（1960年）
  - 続サラリーマン忠臣蔵（1961年）
  - サラリーマン清水港（1962年）
  - 続サラリーマン清水港（1962年）
  - 社長紳士録（1964年）
  - 続・社長紳士録（1964年）
  - 社長忍法帖（1965年）
  - 続・社長忍法帖（1965年）
  - 社長行状記（1966年）
  - 続・社長行状記（1966年）
  - 社長千一夜（1967年）
  - 続・社長千一夜（1967年）
  - 社長繁盛記（1968年）
  - 続・社長繁盛記（1968年）
  - 社長えんま帖（1969年）
  - 続・社長えんま帖（1969年）
  - 社長学ABC（1970年）
  - 続・社長学ABC（1970年）
- 日蝕の夏（1956年）
- 忘却の花びら（1957年1月）
  - 忘却の花びら 完結篇（1957年7月）
- 美貌の都（1957年）主演
- 危険な英雄（監督：鈴木英夫、1957年）
- 大学の侍たち（1957年）
- 青い山脈
  - 青い山脈 新子の巻（1957年）
  - 続青い山脈 雪子の巻（1957年）
- 花の慕情（監督：鈴木英夫、1958年）
- 鰯雲（監督：成瀬巳喜男、1958年）
- 愛情の都（監督：杉江敏男、1958年）主演[20]
- すずかけの散歩道（1959年）
- 愛妻記（1959年）
- 大学のお姐ちゃん（1959年）
- 或る剣豪の生涯 東宝 千代姫 1959.04.28
- 戦国群盗伝 東宝 1959.08.09
- 若い恋人たち（監督：千葉泰樹、1959年）主演
- 日本誕生（1959年） - 弟橘姫[2][3]
- 暗黒街の対決（監督：岡本喜八、1960年）
- 秋日和（監督：小津安二郎、1960年）
- 非情都市（監督：鈴木英夫、1960年）
- 地の涯てに生きるもの（1960年）
- 夜の流れ（1960年）
- 用心棒（監督：黒澤明、1961年）
- 香港の夜（監督：千葉泰樹、1961年）
- 小早川家の秋（監督：小津安二郎、1961年）
- その場所に女ありて（監督：鈴木英夫、1962年）主演
- 喜劇 駅前温泉（1962年）
- 忠臣蔵 花の巻・雪の巻（1962年） - 瑤泉院
- 月給泥棒（監督：岡本喜八、1962年）
- 女の座（監督：成瀬巳喜男、1962年）
- 妻という名の女たち（1963年）主演
- 丼池（1963年）主演
- ただいま診察中（1964年）
- 裏階段（1965年、大映）
- 大根と人参（1965年）
- ひき逃げ（監督：成瀬巳喜男、1966年）
- 紀ノ川（1966年）主演
- 沈丁花（1966年)
- 佐々木小次郎（1967年）
- 上意討ち 拝領妻始末（監督：小林正樹、1967年） - 笹原いち
- 乱れ雲（監督：成瀬巳喜男、1967年）
- 連合艦隊司令長官 山本五十六（1968年） - 木村澄江[21]
- 御用金（1969年）
- 新選組（1969年） - つね
- 日本一のヤクザ男（監督：古澤憲吾、1970年）
- 父ちゃんのポーが聞える（1971年）
- 甦える大地（1971年・松竹） - 添島美奈子
- ノストラダムスの大予言（1974年） - 西山伸枝[2][4]
- 石坂浩二の金田一耕助シリーズ
  - 獄門島（監督：市川崑、1977年）
  - 女王蜂（監督：市川崑、1978年）
- 残照（1978年）
- 遙かなる走路 (1980年)
- 生きてはみたけれど 小津安二郎伝（1983年）
- 愛の陽炎（1986年）
- 勝利者たち（1992年）
- DRUG（2001年）
- 福耳（2003年）

### テレビドラマ
- 東芝日曜劇場
  - 『春の人』（1964年、TBS）
  - 『この道の行くてに』（1964年、TBS）
  - 『女と質屋』（1965年、TBS）
  - 『リツ子・その愛』（1967年、RKB）
  - 『リツ子』（1968年、RKB）
  - 『十二年目のふたり』（1973年、ABC）
- 細雪（1965年、日本テレビ）
- 武蔵野夫人（1965年、日本テレビ）
- パパ長生きしてねッ！(1967～68年、TBS)
- ポーラ名作劇場（NET→テレビ朝日）
  - 『花のながれ』（1968年）
  - 『夕焼け空』（1968年）
  - 『深川の鈴』（1970年）
  - 『いのち燃ゆる日日』（1979年）
- 石狩平野（1968年、フジテレビ）
  - 『尾道千光坂登り口』（1984年、毎日放送）
- テレビスター劇場（NET）
  - 『愛の誤算』（1970年）
  - 『もうひとつの愛』（1974年）
- 銀河ドラマ『めし』（1970年、NHK総合）
- おんなの劇場『みだれ扇』（1970年、フジテレビ）
- 大河ドラマ『春の坂道』（1971年、NHK総合）
- 大忠臣蔵（1971年、NET）
- 氷壁（1972年、NHK総合）
- 越前竹人形（1973年、TBS）
- てんつくてん（1973年、日本テレビ）
- めしはまだか!（1974年、NET） - かおり役
- ちょっとしあわせ（1974年 - 1975年、NET） - 柚木綾子役
- 白い波紋（1977年、TBS） - 主演・桂木佐和子役
- 悪女について（1978年、テレビ朝日） - 清水かおる役
- 横溝正史シリーズII 『仮面劇場』（1978年、毎日放送・東宝） - 大道寺綾子役
- 銭形平次 第670話「手鏡を抱く女」（1979年、フジテレビ） - お秋/芸者・君千代役
- 赤い魂（1980年、TBS）
- 大奥（1983年、関西テレビ） - 信子 役
- 松本清張サスペンス・見送って（1986年、フジテレビ） - 主演
- 火曜サスペンス劇場『盲目のピアニスト』（1987年、日本テレビ）
- 織田信長（1989年、TBS）
- 和宮様御留（1991年、テレビ朝日）
- 斜陽（1993年、原作：太宰治、テレビ東京）
- 連続テレビ小説『おひさま』最終話（2011年、NHK総合） - 秦野（旧姓相馬）真知子（現代）役

### 舞台
- 春の坂道
- 海抜三二〇〇米
- 華岡青洲の妻
- 紀ノ川
- 和宮様御留
- 一絃の琴
- いまが女ざかり
- 女はおんな
- 風まかせ女まかせ
- お市と三姉妹
- 女の一生（2009年6月 - 7月）
- 松井誠特別公演「空よ、海よ、わが母よ〜若き海軍飛行士官の物語〜」（2010年8月5日〜24日、御園座）

### テレビ番組
- 第15回NHK紅白歌合戦（1964年12月31日、NHK総合・ラジオ第1） - 審査員
- 3時のあなた（1977年4月 - 1978年3月、フジテレビ） - メイン司会者
- 私は名探偵（1977年、テレビ朝日） - レギュラー解答者
- それは秘密です!!（1975年 - 1987年、日本テレビ）

### 広告
- 日本専売公社（現：JT）スリーエー（AAA)「たばこは動くアクセサリー」

## 司葉子記念館
2代目村長に就任していた日本大正村内に2021年3月28日に開館。建物は鉄骨2階建ての洋館で、衣装や装飾品、写真、出演作のポスターなど300点余が展示されている。

## 関連書籍
- 『君美わしく 戦後日本映画女優讃』（川本三郎著。文藝春秋。川本による司を含む女優達のインタビュー集）
- 『成瀬巳喜男 演出術』（村川英編。ワイズ出版）
- 『成瀬巳喜男と映画の中の女優たち』（ぴあ）
- 『小津安二郎新発見 松竹編』（講談社）　ISBN 4-06-206681-5
- 『「20世紀を輝いた美女たち」スター青春グラフィティ 池谷朗[昔]写真館』　ISBN 4-87709-374-5
- 『小津安二郎 大全』（松浦莞二・宮本明子編著。朝日新聞出版）インタビュー収録

## 関連人物
- メイ牛山
- 清水雅
- 藤本真澄
- 池部良
- 水木しげる
- 拝藤宣雄 - 元プロ野球選手で、高校では司の1学年後輩にあたる。拝藤は現役時代から司の世話になっており、現役引退後は司の夫である相澤英之の地元秘書の仕事を斡旋された。
- 杉道助